# 937 (číslo)
Devět set třicet sedm je přirozené číslo. Římskými číslicemi se zapisuje CMXXXVII a řeckými číslicemi ϡλζ´. Následuje po čísle devět set třicet šest a předchází číslu devět set třicet osm.

## Matematika
937 je:
- Hvězdové číslo
- Deficientní číslo
- Prvočíslo
- Šťastné číslo

## Astronomie
- (937) Bethgea je planetka hlavního pásu, kterou objevil v roce 1920 Karl Wilhelm Reinmuth
- NGC 937 je spirální galaxie s příčkou v souhvězdí Andromedy

## Roky
- 937
- 937 př. n. l.